# جوليو بيرالتا
جوليو بيرالتا (بالإسبانية: Julio Peralta)‏ مواليد 9 سبتمبر 1981 في سانتياغو، هو لاعب كرة مضرب تشيلي بدأ مسيرته كمحترف سنة 2000 يلعب باليد اليمنى. أعلى تصنيف له في الفردي كان المركز الـ 212 في سنة 2003. أعلى تصنيف له في الزوجي كان 70 حققه في سنة 2016.

## روابط خارجية
- جوليو بيرالتا على موقع رابطة محترفي التنس (الإنجليزية)
- جوليو بيرالتا على موقع الاتحاد الدولي لكرة المضرب (الإنجليزية)
- جوليو بيرالتا على موقع كأس ديفيز (الإنجليزية)
- جوليو بيرالتا على موقع خلاصة التنس.كوم (الإنجليزية)
- جوليو بيرالتا على موقع إي إس بي إن.كوم (الإنجليزية)
- جوليو بيرالتا على موقع أوليمبيديا (الإنجليزية)